# Plesioplatecarpus

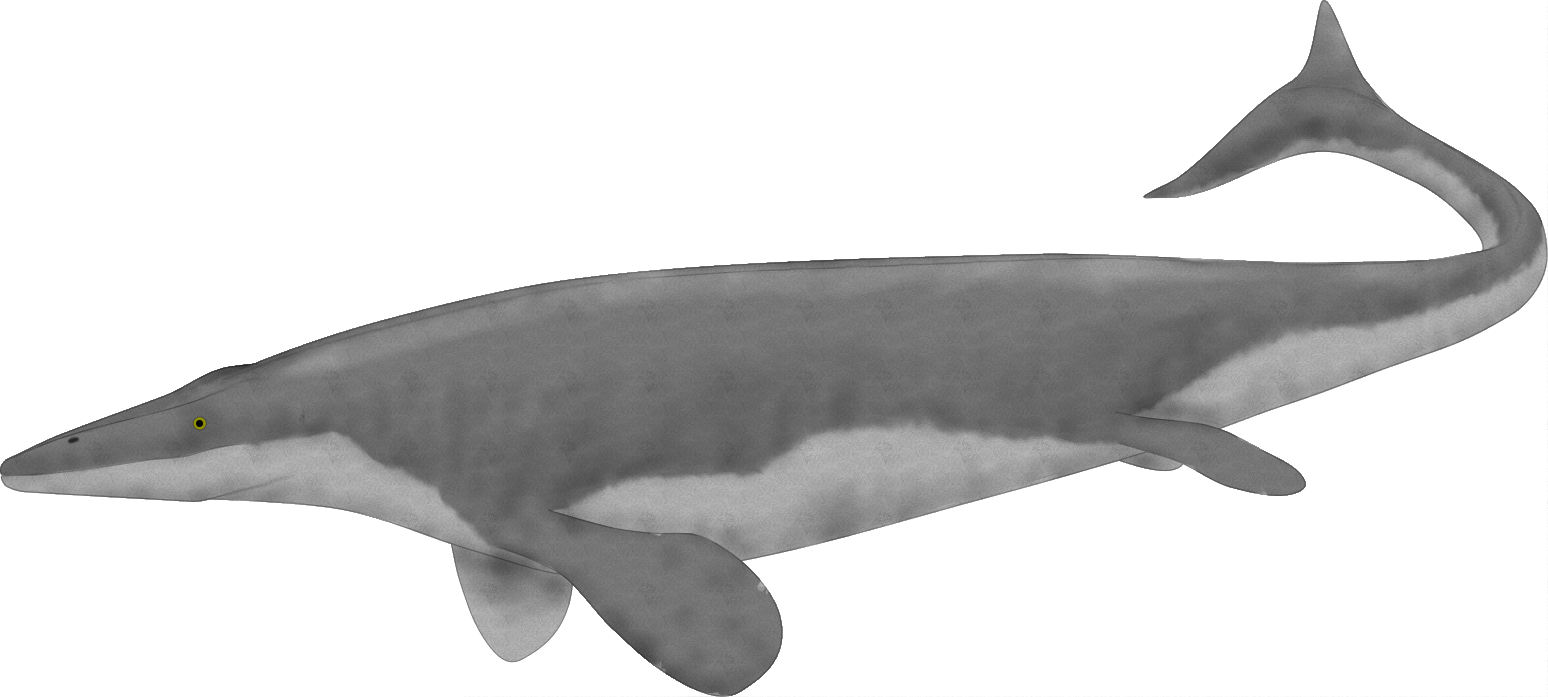
Реконструкція

Plesioplatecarpus — вимерлий рід пліоплатекарпінових мозазаврів, відомий з пізньої крейди (середній коніакський до середнього сантонського етапів) північної частини Мексиканської затоки та західного внутрішнього басейну Північної Америки.